# 亚历山大·柯桑蒂亚

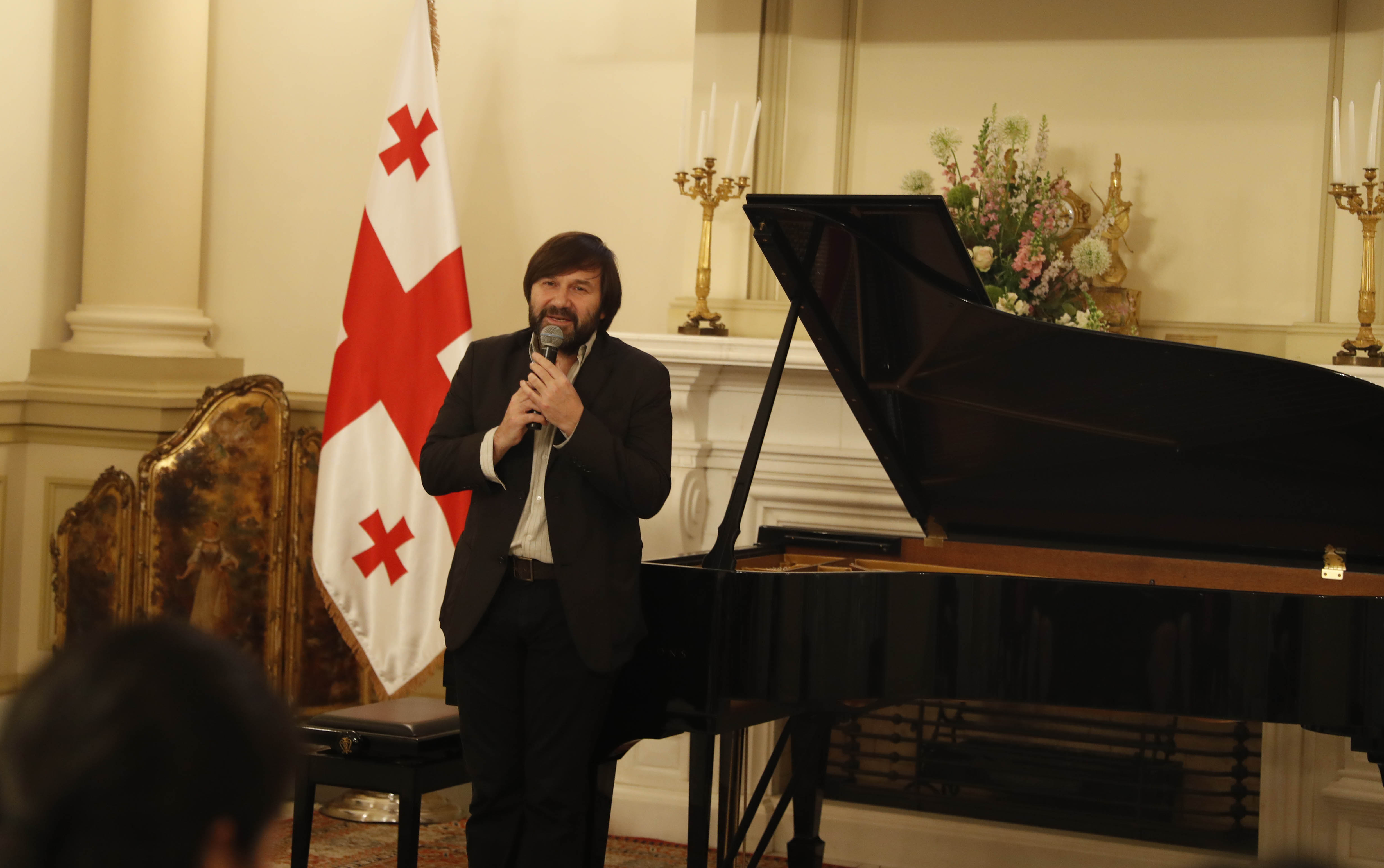
2022年的亚历山大·柯桑蒂亚

亚历山大·柯桑蒂亚（英語：Alexander Korsantia，1965年—），格鲁吉亚钢琴家。

## 生平
柯桑蒂亚生于第比利斯，早年由母亲教授钢琴。1988年代表苏联赢得了悉尼国际钢琴比赛冠军；1992年移民加拿大，在温哥华居住多年后，又定居美国马萨诸塞州的波士顿，但不时往返于美加之间。1995年赢得在特拉维夫举办的鲁宾斯坦国际钢琴大赛（Arthur Rubinstein Competition）冠军；1999年，他获得了来自祖国格鲁吉亚的国家荣誉奖章；至今担任鲁宾斯坦和克利夫兰国际钢琴大赛的评委；近年来在中国大陆和台湾多有演出。他活跃于国际舞台，还加入了波士顿新英格兰音乐学院钢琴系，是一位音乐教育家。提倡并践行以钢琴拓宽完美之标准并接近完美。